# Собственный Его Величества шотландский пограничный полк
Собственный Его Величества шотландский пограничный полк (англ. King's Own Scottish Borderers (KOSBs)) — линейный пехотный полк Британской армии, входивший в состав Шотландской дивизии. 28 марта 2006 года полк был объединён с Королевским шотландским полком, Королевским хайлендским фузилёрным полком (собственный принцессы Маргарет глазгианско-айрширский полк), Чёрной стражей (Королевский хайлендский полк), Хайлендским полком (сифортско-гордонско-камеронский), Аргайл-сатерлендским хайлендским полком (принцессы Луизы), 52-м лоулендским полком и 51-й хайлендским полком для формирования Королевского полка Шотландии, став 2-м батальоном нового полка. Однако всего через несколько месяцев батальон объединился с Королевским шотландским полком (1-й батальон), чтобы сформировать Королевский шотландский пограничный полк. В 2021 году батальон был расформирован, а его личный состав переведен в 1-й батальон Рейнджерского полка.

## История

### Ранняя история
Полк был образован 18 марта 1689 года Дэвидом Лесли, 3-м графом Левеном, для защиты Эдинбурга от якобитских войск Якова VII. Утверждается, что 800 человек удалось собрать в течение всего 2 часов. Первое сражение полка состоялось в битве при Килликранки 27 июля 1689 года. Хотя это сражение стало поражением для армии вильямитов, командир якобитов Джон Грэм, 1-й виконт Данди (Бонни Данди), был убит залпом, выпущенным полком Левена, положив конец попытке Якова II сохранить свой трон в Шотландии. Полк был признан хорошо зарекомендовавшим себя, и ему была предоставлена привилегия вербовки под барабанный бой в городе Эдинбурге без предварительного разрешения ректора (provost).
Некоторое время он был известен как пехотный полк Семфилла (англ. Semphill’s Regiment of Foot), под этим названием он сражался в битве при Фонтенуа в 1745 году и в битве при Каллодене в 1746 году. Когда британской пехоте были распределены численные позиции в «линии» пехоты, полк получил номер 25-го пехотного полка (англ. 25th Regiment of Foot, исходя из даты его формирования) в 1751 году. Полк участвовал в битве при Миндене 1 августа 1759 года вместе с пятью другими полками; эта боевая честь отмечалась полком каждый год 1 августа. 25-й был полком графства Суссекс в 1782 году, когда он стал известен как 25-й (Сассекский) пехотный полк (англ. 25th (Sussex) Regiment of Foot).
Полк был удостоен права носить эмблему Сфинкса за свою роль в битве при Александрии в 1801 году. Его рекрутский пункт был перенесён в район Скоттиш-Бордерс в 1805 году, с тех пор полк стал известен как 25-й пехотный полк (собственный Его Величества пограничный) (англ. 25th (the King’s Own Borderers) Regiment of Foot).

### Викторианская эпоха
На полк не оказали существенного влияния реформы Кардуэлла 1870-х годов, которые предоставили ему склад в казармах Фулфорда в Йорке с 1873 года, или реформы Чайлдерса 1881 года — поскольку у него уже было два батальона, ему не было необходимости объединяться с другим полком. Полк переехал в Берикские казармы в июле 1881 года. В соответствии с реформами 1 июля 1881 года полк стал Собственным Его Величества пограничным полком (The King’s Own Borderers). 3-й батальон изначально был сформирован как Шотландская пограничная милиция (Scottish Borderers Militia) со штаб-квартирой в Дамфрисе. В 1887 году полк стал Собственным Его Величества шотландским пограничным полком (The King’s Own Scottish Borderers).
Во время Второй англо-афганской войны с 1878 по 1880 год полк входил в состав 2-й дивизии, которая была переименована в Хайберские линейные силы (Khyber Line Force), охраняя линии связи между Кабулом и Пешаваром. 3-й (милиционный) батальон был сформирован в январе 1900 года для участия во Второй англо-бурской войне, а два месяца спустя 998 офицеров и рядовых отправились в Южную Африку на корабле SS Kildon Castle. Бо́льшая часть батальона вернулась домой в июне 1902 года.
В 1908 году добровольцы и милиция были реорганизованы на национальном уровне, причем первые стали Территориальными силами, а вторые — Специальным резервом; теперь в полку был один резервный и два территориальных батальона.
26 июля 1914 года толпа на Бэчелорс-Уок в Дублине напала на колонну войск Собственного Его Величества шотландского пограничного полка. Войска в ответ открыли огонь по толпе «враждебных, но безоружных» протестующих, атаковав некоторых штыками. Погибли четыре мирных жителя и более 30 получили ранения.

### Первая мировая война
1-й батальон служил в Лакхнау, Индия, когда началась Первая мировая война. После возвращения в Англию он высадился на мысе Геллес в Галлиполи в составе 87-й бригады 29-й дивизии в апреле 1915 года. После эвакуации из Галлиполи в январе 1916 года он переехал в Александрию в Египте, а затем высадился в Марселе в марте 1916 года для прохождения службы на Западном фронте. Он участвовал в битве на Сомме осенью 1916 года, битве при Пашендейле осенью 1917 года, битве на Лисе в апреле 1918 года и битве при Камбре в октябре 1918 года.
Во время кризиса самоуправления в 1914 году 2-й батальон был размещён в Дублине в составе 13-й бригады 5-й дивизии. Подразделение батальона было ответственно за убийство четырёх и ранение 38 безоружных гражданских лиц во время стычки с толпой в день стрельбы в Хоуте на Холостяцкой аллее в июле 1914 года. Затем он высадился в Гавре в августе 1914 года для службы на Западном фронте и участвовал в битве при Монсе в августе 1914 года, битве при Ле-Като также в августе 1914 года и первое сражение на Эне в сентябре 1914 года. Позже он участвовал во второй битве при Ипре в мае 1915 года, битве на Сомме в ноябре 1916 года, битве при Вими-Ридж в апреле 1917 года, битве при Пашендейле в ноябре 1917 года и битве на Лисе в апреле 1918 года.
Два подразделения территориальных сил полка, 1/4-й (пограничный) батальон и 1/5-й (дамфриско-галлоуэйский) батальон, высадились в Галлиполи в составе 155-й бригады 52-й (лоулендской) дивизии в июне 1915 года. После эвакуации из Галлиполи в январе 1916 года они переехали в Египет, а затем приняли участие в Третьей битве за Газу в ноябре 1917 года, прежде чем высадиться в Марселе в апреле 1918 года для службы на Западном фронте.
6-й (служебный) батальон высадился в Булонь-сюр-Мер в составе 28-й бригады 9-й (шотландской) дивизии в мае 1915 года для службы на Западном фронте. Он участвовал в битве при Лоосе в сентябре 1915 года, битве на Сомме в ноябре 1916 года, битве при Аррасе в мае 1917 года и битве при Пашендейле в ноябре 1917 года.
7-й (служебный) батальон и 8-й (служебный) батальон высадились в Булонь-сюр-Мер в составе 46-й бригады 15-й (шотландской) дивизии в июле 1915 года для службы на Западном фронте. Они сражались в битве при Лоосе в сентябре 1915 года, битве на Сомме в ноябре 1916 года, битве при Аррасе в мае 1917 года, битве при Пилкем-Ридж в августе 1917 года, второй битве на Сомме в августе 1918 года и во второй битве на Марне также в августе 1918 год.

### Вторая мировая война

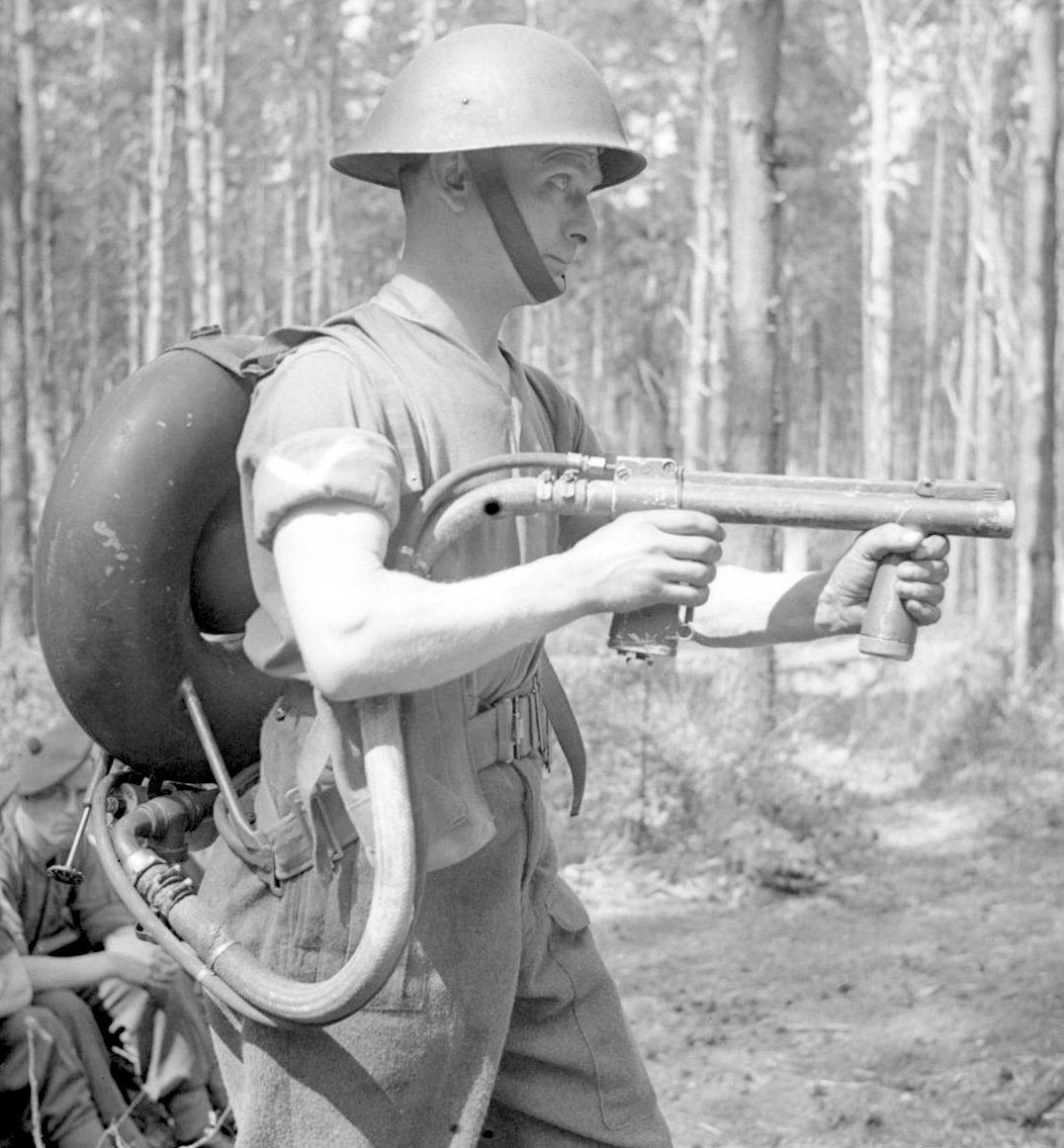
Солдат полка Личных Его Величества шотландских пограничников с огнемётом Lifebuoy

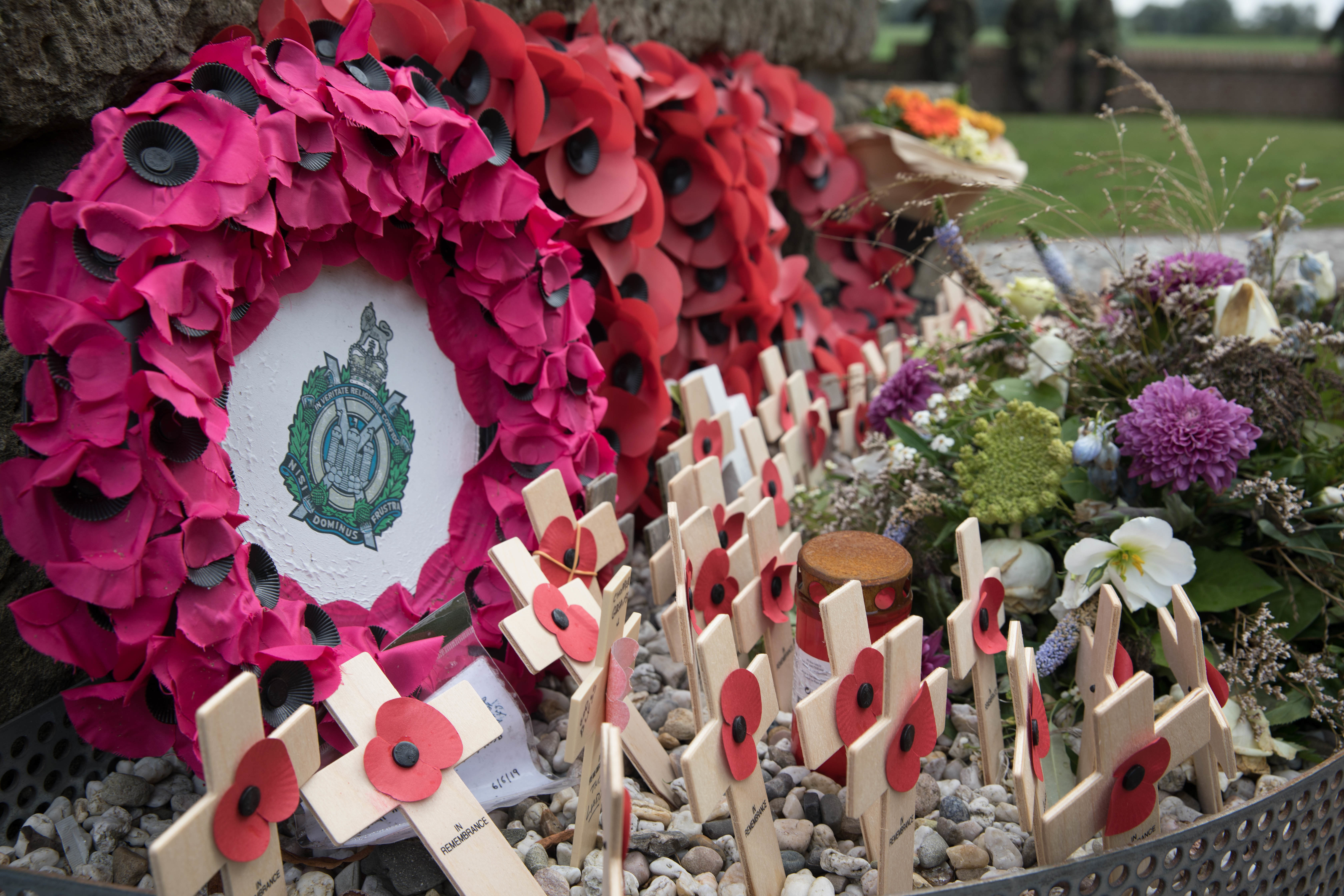
Памятник британским десантникам — участникам операции «Маркет Гарден». Остербек, Нидерланды, 2019 год. На венке — герб шотландских пограничников

В период между войнами регулярные батальоны полка были направлены по всей Британской империи в Ирландию, Египет и Гонконг, но были быстро отозваны домой с началом Второй мировой войны в сентябре 1939 года.
1-й батальон высадился во Франции в составе 9-й бригады 3-й пехотной дивизии в сентябре 1939 года для службы в Британских экспедиционных силах (БЭС); он принимал участие в эвакуации из Дюнкерка в июне 1940 года и высадке в Нормандии в июне 1944 года, а также участвовал в битве за Кан в конце того же месяца.
2-й батальон был переброшен в Бирму в составе 89-й бригады 7-й (индийской) дивизии в сентябре 1943 года для участия в Бирманской кампании и принимал участие в битве в Админбоксе в феврале 1944 года и в битве за Импхал в июле 1944 года.
4-й и 5-й батальоны высадились в Сен-Мало в составе 155-й бригады 52-й (лоулендской) дивизии в июне 1940 года для службы в Британских экспедиционных силах; после эвакуации из Шербура в конце месяца они приняли участие в операции «Инфатуэйт» в ноябре 1944 года и последующем взятии Бремена в апреле 1945 года.
6-й батальон участвовал в высадке в Нормандии в составе 44-й бригады 15-й (шотландской) дивизии в июне 1944 года, участвовал в битве за Кан в конце того же месяца, а затем продвинулся в Германию.
Одной из самых тяжёлых потерь во время войны стала злополучная битва за Арнем, в которой 7-й батальон в составе 1-й воздушно-десантной бригады 1-й воздушно-десантной дивизии понес 90 % потерь в сентябре 1944 года;[16] они защищали периметр в Остербеке от 2-го танкового корпуса СС.

### Послевоенное время
После Второй мировой войны полк нес службу по обеспечению внутренней безопасности в подмандатной Палестине и был сокращён до одного батальона примерно в 1948 году. Полк входил в состав сил ООН, которые участвовали в Первой битве при Марьянг-Сан в октябре 1951 года во время Корейской войны. Рядовой Билл Спикман был награждён Крестом Виктории за свои действия во время сражения. Полк был развёрнут во время войне в Малайе в конце 1950-х годов.
Полк был переброшен в Аден в качестве гарнизонного батальона для обеспечения внутренней безопасности в феврале 1962 г. В апреле 1964 г., в течение трёх месяцев после возвращения в Великобританию и в течение 24 часов своего первого дня в качестве батальона «Острие копья» Стратегического резерва Великобритании (UK Strategic Reserve), полк был снова переброшен в Аден для участия в Радфанской кампании на территории, ставшей Федерацией Южной Аравии. В течение года после возвращения в Великобританию в мае 1965 года полк был вновь развёрнут за границей в ответ на агрессию Индонезии на Борнео против новообразованной Малайзии. Сначала полк был развёрнут в Гонконге, заменив батальон гуркхов, отправленный на Борнео, затем переехал в Школу войны в джунглях в Кота-Тингги в Малайзии в августе 1965 года.
Затем полк был развёрнут в горных районах и джунглях Саравака в октябре 1965 г. Вскоре после возвращения в Великобританию полк был переброшен в Оснабрюк в июне 1967 г. Впоследствии он регулярно перебрасывался в Северную Ирландию в рамках операции «Знамя» во время «смуты» и понёс потери во время нападения на Дэрриярд в 1989 г., в результате которого погибли два его бойца. Полк принимал участие в войне в Персидском заливе в 1991 году, но был одним из немногих шотландских полков, которые не были направлены на югославские войны: вместо этого их в основном размещали в Северной Ирландии. Полк также служил в Ираке в рамках операции «Телик» в 2003 году.

### Перестройка пехоты
До 2004 года полк был одним из пяти в линейной пехоте, которые никогда не были объединены, другими были Королевский шотландский полк, Зелёный говардский полк, Чеширский полк и Королевский уэльский фузилёрный полк. Когда 28 марта 2006 года пять шотландских полков были объединены в Королевский полк Шотландии, батальон Королевского шотландского полка и батальон Собственного Его Величества шотландского пограничного полка первоначально сохраняли свою идентичность как отдельные батальоны.
Однако почти сразу же Министерство обороны приняло решение объединить два батальона. Это была не новая идея: истоки объединённой организации «Королевские шотландские пограничники» (Royal Scots Borderers) восходят к обзору вариантов изменений 1990 года, когда первоначально было объявлено, что Королевский шотландский полк и Собственный Его Величества шотландский пограничный полк объединятся. Впоследствии это объединение было отменено. Батальон Королевского шотландского полка и батальон Собственного Его Величества шотландского пограничного полка были должным образом объединены 1 августа 2006 года — после их объединения новый батальон получил название Королевские шотландские пограничники, 1-й батальон Королевского полка Шотландии (Royal Scots Borderers, 1st Battalion Royal Regiment of Scotland).

## Символика полка
Эмблема полка и кокарда — Эдинбургский замок с Андреевским крестом, увенчанный короной. Вокруг изображения замка на кольце была надпись с названием полка King's Own Scottish Borderers (с англ. — «Личные Его Величества шотландские пограничники»). Над замком и под короной был изображён один из девизов «In Veritate Religionis Confido» (с лат. — «Я верю в истинность религии»), под замком на ленте — другой девиз «Nisi Dominus Frustra» (с лат. — «Без Господа всё тщетно»). Прозвище полка — «Пташечки» (англ. Cocky Olly Birds).

## Боевые заслуги
Боевые заслуги:
- Намюр (1695); Минден (1759); Эгмонт-оп-Зее (1799); Египет (1801); Мартиника (1809); Афганистан (1878—80); Читрал (1895); Тирах (1897—98); Пардеберг; Вторая англо-бурская война (1899—1902).
- Первая мировая война: Монс; Эн 1914; Ипр 1914; Ипр 1915; Ипр 1917; Ипр 1918; Лоос; Сомма 1916; Сомма 1918; Аррас 1917; Суассонне-Урк; линия Гинденбурга; Галлиполи; Газа.
- Вторая мировая война: Дюнкерк; Сорд-Бич; Одон; Кан; Арнем; Флашинг; Рейн; Бремен; Бирманская кампания (перевал Нгакьедаук; Импхал; Ирравадди).
- Кованг-Сан (1951—52); война в Персидском заливе (1991).

## Полковой музей
Музей Собственного Его Величества шотландского пограничного полка расположен в Берикских казармах, Берик-апон-Туид. Экспонаты включают униформу, значки, медали, оружие и реликвии из различных кампаний. Берикские казармы находятся в ведении комиссии English Heritage. Вход включает посещение музея Собственного Его Величества шотландского пограничного полка, художественной галереи Берикской гимназии, музея и художественной галереи Берика и выставки «Под бой барабана», посвящённой жизни британского пехотинца.

## Комментарии
1. ↑  Согласно Англо-русскому военному словарю 1987 года, полное название полка — Собственный королевский шотландский пограничный полк[1]
2. ↑  Это были 3-й батальон (Специальный резерв), 4-й (пограничный) батальон на Патон-стрит в Галашилсе и 5-й (Дамфрис и Галлоуэй) батальон в Лорберн-Холле в Дамфрисе (оба территориальные силы)